# サーティー・フレーム
株式会社サーティー・フレーム（30Frame Inc.）は、テレビ番組やCM、MV等を制作する映像制作会社。

## 役員構成
- 石川智徹（代表取締役社長）
- 桜井克也（取締役）
- 柏木 学（制作部部長）

## 概要
2011年（平成23年）6月に設立。
東京都港区虎ノ門に本社を置くクリエイティブ・プロダクション。
8年間の活動を経て2012年7月に解散を発表した女性4人組ボーカルユニットMissing Linkの元メンバー2人により、2人組のガールズユニットとして2012年9月7日に新たに結成されたヤナキク（YANAKIKU）が所属。

## 主な制作作品

### テレビ

#### 現在のレギュラー番組
バラエティ
- きゃりーぱみゅぱみゅのなんだこれTV（スペースシャワーTV）
- モンスターロック（スペースシャワーTV）
- バナナステーキ（ひかりTV / TVK）
- ノンストップ!（フジテレビ）
- 世界が驚いたニッポン! スゴ〜イデスネ!!視察団（テレビ朝日）
- 加藤浩次の本気対談!コージ魂!!（BS日本）
- ステキ+Life（J:COM）
- 清水圭のアウトドアってどうなの?（J:COM）
- 和さ美（J:COM）
- 素晴らしき日本 鉄道の旅（BS-TBS）
- 中川翔子のアニメが好きだーーっ！（NOTTV）

#### 過去の作品
ドラマ
- 女子アナ戦隊セイントフォース（セントフォース）/ 2012年

バラエティ（レギュラー）
- ちょい☆DISCO（TOKYO MX）/ 2014年
- ボイススイッチ（アニマックス）/ 2014年
- モンキーパーマ（ひかりTV / TVK）2013年
- AKB映像センター（フジテレビ）/ 2013年
- 粋人（J:COM）/ 2013年
- 人生の正解TV（フジテレビ）/ 2013年
- ピンポイントTV-あの仕事の知られざる情報バラエティ（BeeTV）/ 2013年
- 横浜プロバスケTV GO!ビーコル!（J:COM）/ 2013年
- きっかけの翼（フジテレビ）/ 2013年
- TAHITI×JAPON（J:COM）/ 2012年
- GIVE&TAKE（フジテレビ）/ 2012年
- さきいか君（NHK）/ 2011年
- トリックハンター（日本テレビ）/ 2014年

バラエティ（SP番組）
- くるりSPECIAL 〜旅くるり〜（スペースシャワーTV）/ 2014
- オシャレコーデGIRLS HOLIC（ニコニコ生放送）/ 2014
- V.I.P. -Dragon Ash-（スペースシャワーTV）/ 2014
- THE MUSIC ELEVEN（スペースシャワーTV）/ 2014
- Buck number SPECIAL（スペースシャワーTV）/ 2014
- V.I.P. -aiko-（スペースシャワーTV）/ 2014
- ミュージカル ロミオ&ジュリエット（TBS）/ 2013
- DOCUMENTARY OF Perfume 2013（スペースシャワーTV）/ 2013
- 天才リトル（フジテレビ）/ 2013
- ロンブー淳の食べトク!?（フジテレビ）/ 2013
- 海を渡ったサムライ&なでしこ（日本テレビ）/ 2013
- Pride×Price（フジテレビ）/ 2012
- エレベータTV（フジテレビ）/ 2012
- クリスマスパーティー2012（アニマックス）/ 2012
- 街歴リサーチHISTRIP（フジテレビ）/ 2012
- V.I.P「ようこそaiko牧場（スペースシャワーTV）/ 2012
- 悶絶!おもろびとハンター（関西テレビ）/ 2011

### 音楽

#### PV
- J☆Dee'Z「Beasty Girls」（2014年）
- 上坂すみれ「来たれ！暁の同志」（2014年）
- YANAKIKU（ヤナキク）「PAKUPAKU KINGYO」（2014年）
- YANAKIKU（ヤナキク）「FUJIYAMA△DISCO」（2014年）
- YANAKIKU（ヤナキク）「UP↑SIDE↓DOWN」（2013年）

#### DVD
- Perfume WORLD TOUR 2nd（Perfume）（2014年）

### CM
- 「D.U.P MASCARA」（押切もえ出演）（2014年）

#### WEB
- Daisuki (website)（※PR VTR制作）

### ラジオ
- 真夜中のハーリー&レイス（ラジオ日本）